# Marian Velicu
Marian Velicu (Comana, 4 de julio de 1977-10 de julio de 2024) fue un deportista rumano que compitió en boxeo.
Ganó una medalla de plata en el Campeonato Mundial de Boxeo Aficionado de 2001 y una medalla de bronce en el Campeonato Europeo de Boxeo Aficionado de 2000, en la categoría de 48 kg. Participó en los Juegos Olímpicos de Sídney 2000, ocupando el noveno lugar en el peso minimosca, al perder en la segunda ronda contra el cubano Maikro Romero.
En 2001 dio positivo por furosemida en un control antidopaje y fue sancionado con una inhabilitación de dos años.
Trabajó como policía en la Dirección General de Policía de Bucarest. Falleció a los 47 años debido a una enfermedad incurable.

## Palmarés internacional
| Campeonato Mundial | Campeonato Mundial    | Campeonato Mundial | Campeonato Mundial |
| Año                | Lugar                 | Medalla            | Categoría          |
| ------------------ | --------------------- | ------------------ | ------------------ |
| 2001               | Belfast (Reino Unido) | Medalla de plata   | 48 kg              |
| Campeonato Europeo |                       |                    |                    |
| Año                | Lugar                 | Medalla            | Categoría          |
| 2000               | Tampere (Finlandia)   | Medalla de bronce  | 48 kg              |